# Истрица де Жос (Бузау)
Истрица де Жос (рум. Istrița de Jos) насеље је у Румунији у округу Бузау у општини Сахатени. Oпштина се налази на надморској висини од 110 m.

## Становништво
Према подацима из 2002. године у насељу је живело 351 становника, од којих су сви румунске националности.